# 1949 în film
- 1948 în cinematografie — 1949 în cinematografie — 1950 în cinematografie

## Filmele cu cele mai mari încasări
În SUA
| #   | Titlu                                | Studio            | Actori                                                                        | Încasări    |
| --- | ------------------------------------ | ----------------- | ----------------------------------------------------------------------------- | ----------- |
| 1.  | Samson and Delilah                   | Paramount         | Hedy Lamarr, Victor Mature, George Sanders, Angela Lansbury și Henry Wilcoxon | $28,800,000 |
| 2.  | Battleground                         | MGM               | Van Johnson și John Hodiak                                                    | $5,051,000  |
| 3.  | Jolson Sings Again Sands of Iwo Jima | Columbia Republic | Larry Parks John Wayne                                                        | $5,000,000  |
| 5.  | I Was a Male War Bride               | 20th Century Fox  | Cary Grant și Ann Sheridan                                                    | $4,100,000  |
| 6.  | Twelve O'Clock High                  | 20th Century Fox  | Gregory Peck                                                                  | $4,025,000  |
| 7.  | A Letter to Three Wives              | 20th Century Fox  | Jeanne Crain, Linda Darnell și Ann Sothern                                    | $3,800,000  |
| 8.  | The Heiress                          | Paramount         | Olivia de Havilland, Montgomery Clift și Miriam Hopkins                       | $3,700,000  |
| 9.  | Pinky                                | 20th Century Fox  | Jeanne Crain                                                                  | $3,600,000  |
| 10. | All the King's Men                   | Columbia          | Broderick Crawford și John Ireland                                            | $3,500,000  |
| 11. | Little Women                         | MGM               | June Allyson și Elizabeth Taylor                                              | $3,500,000  |
| 12. | Look for the Silver Lining           | 20th Century Fox  | June Haver și Ray Bolger                                                      | $3,250,000  |

## Premii

### Oscar
Articol detaliat: Oscar 1949
- Cel mai bun film:  All the King's Men - Rossen, Columbia
- Cel mai bun regizor:  Joseph L. Mankiewicz - A Letter to Three Wives
- Cel mai bun actor:   Broderick Crawford - All the King's Men
- Cea mai bună actriță:  Olivia de Havilland - The Heiress
- Cel mai bun actor în rol secundar:   Dean Jagger - Twelve O'Clock High
- Cea mai bună actriță în rol secundar:  Mercedes McCambridge - All the King's Men
- Cel mai bun film străin: Ladri di biciclette (Hoțul de biciclete), Italia

### Globul de Aur
Articol detaliat: Globul de Aur 1949
- Cel mai bun film:  All the King's Men
- Cel mai bun regizor:  Robert Rossen – All the King's Men
- Cel mai bun actor (dramă):   Broderick Crawford - All the King's Men
- Cea mai bună actriță (dramă):  Olivia de Havilland - The Heiress

### BAFTA
- Cel mai bun film:
- Cel mai bun actor:
- Cea mai bună actriță:
- Cel mai bun film străin: